# Воздействие Солнца на Землю
Солнце оказывает многоплановое воздействие как на живую, так и на неживую природу Земли. Основное влияние происходит через видимое излучение, ультрафиолетовое излучение, излучение в более коротких диапазонах длин волн и через корпускулярные потоки солнечного ветра.

## Влияние на живую природу

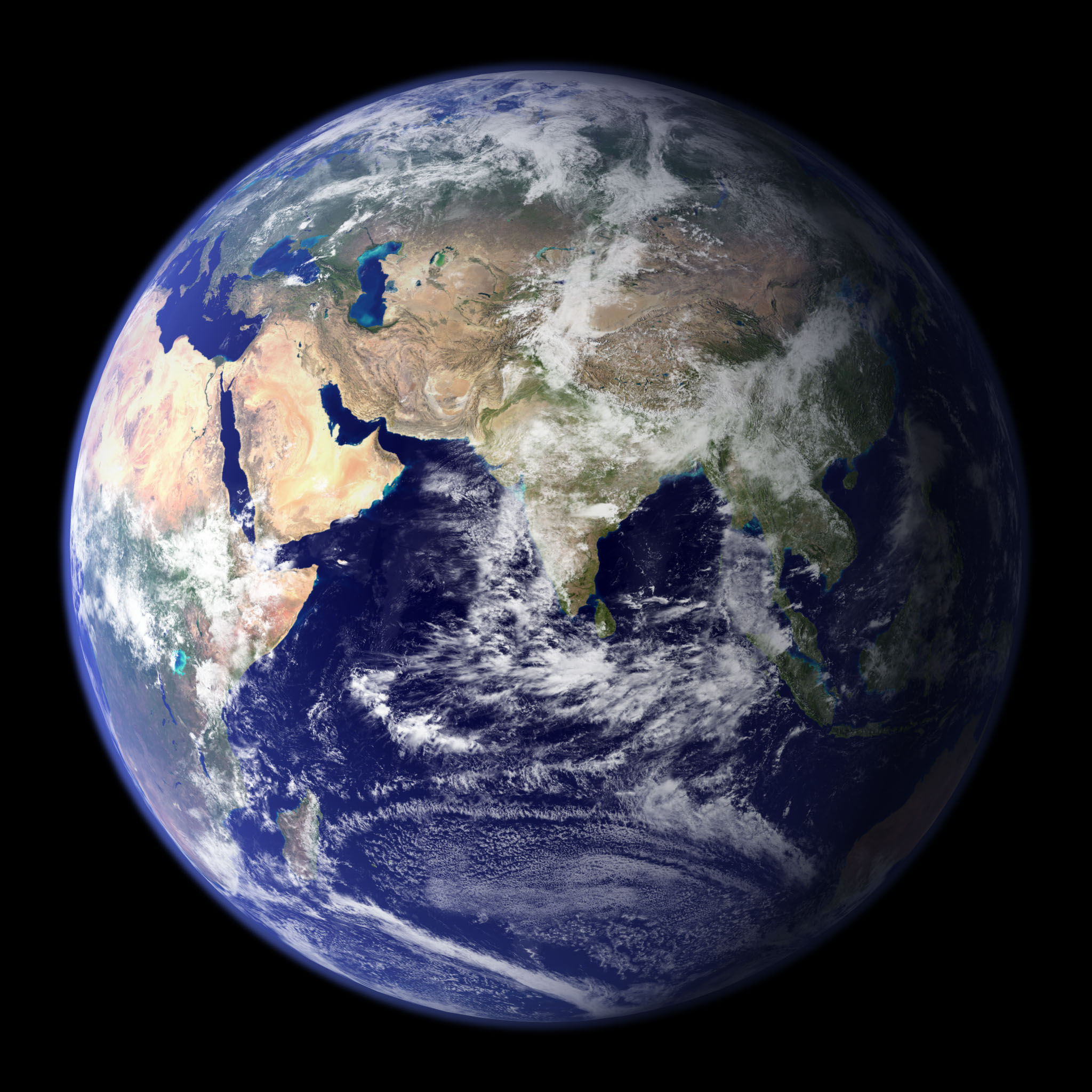
Вид Земли из космоса — косвенный результат воздействия на планету солнечного излучения.

Солнце играет очень важную роль в жизни Земли.
И животным, и растениям очень важен свет Солнца (в частности, это касается и людей). Некоторые люди просыпаются и бодрствуют только тогда, когда светит Солнце (это касается и большинства млекопитающих, земноводных и даже большинства рыб). Протяженность солнечного дня оказывает значительное влияние на жизнедеятельность организмов на Земле. В частности, зимой и осенью, когда Солнце в Северном полушарии стоит низко над горизонтом и продолжительность светового дня мала и мало поступление солнечного тепла, природа увядает и засыпает — деревья сбрасывают листья, многие животные впадают на длительный срок в спячку (медведи, барсуки) или же сильно снижают свою активность. Вблизи полюсов даже во время лета поступает мало солнечного тепла, из-за этого растительность там скудная — причина унылого тундрового пейзажа, и мало какие животные могут проживать в таких условиях.
Весной же вся природа просыпается, трава распускается, деревья выпускают листья, появляются цветы, оживает животный мир. И всё это благодаря всего одному-единственному Солнцу. Его климатическое влияние на Землю бесспорно. Именно благодаря наклону оси планеты относительно плоскости орбиты и (в гораздо меньшей степени) планетарной эллиптической орбите обращения вокруг Солнца, солнечная энергия неравномерно поступает в разные районы Земли в разные времена года, что сформировало полностью климат и климатические пояса планеты.
В зелёных листьях растений содержится зелёный пигмент-хлорофилл. Этот пигмент является важнейшим катализатором на Земле в процессе фотосинтеза. С помощью хлорофилла происходит реакция диоксида углерода и воды — фотосинтез, и одним из продуктов этой реакции является кислород, который необходим для жизни почти всему живому на Земле и глобально повлиял на эволюцию нашей планеты — в частности, радикально изменился состав минералов. Реакция воды и углекислого газа происходит с поглощением энергии, поэтому в темноте фотосинтез не происходит. Фотосинтез, преобразуя солнечную энергию и производя при этом кислород, дал начало всему живому на Земле. При этой реакции образуется глюкоза, которая является важнейшим сырьём для синтеза целлюлозы, из которой состоят все растения. Поедая растения, в которых за счёт Солнца накоплена энергия, существуют и животные.
Растения Земли поглощают и усваивают всего около 0,3 % энергии излучения Солнца, падающей на земную поверхность. Но и этого, на первый взгляд, маленького количества энергии достаточно, чтобы обеспечить синтез огромного количества массы органического вещества биосферы. В частности, постепенно, переходя от звена к звену, солнечная энергия достаётся всем живым организмам в мире, включая и людей. Благодаря использованию минеральных солей почвы растениями в состав органических соединений включаются также следующие химические элементы: азот, фосфор, сера, железо, калий, натрий, а также многие другие элементы. Впоследствии из них строятся огромные молекулы белков, нуклеиновых кислот, углеводов, жиров-веществ, жизненно необходимых для клеток.

## Влияние на неживую природу
Земная поверхность и нижние слои воздуха — тропосфера, где образуются облака и возникают другие метеорологические явления, непосредственно получают энергию от Солнца. Солнечная энергия постепенно поглощается земной атмосферой по мере приближения её к поверхности Земли — далеко не все виды излучения, испущенного Солнцем, попадают на Землю. На Землю доходит только 40 % солнечного излучения, 60 % излучения же отражается и уходит обратно в космос. В настоящее время наблюдается тенденция к увеличению поглощаемого Землёй количества солнечного тепла по причине увеличения количества в атмосфере Земли парниковых газов (см. Парниковый эффект).
Под действием солнечного света и понижения атмосферного давления умеренного или резкого, на Земле происходят такие природные явления, как туман, дождь, снег, град, смерч, ураган.
Происходит перемещение огромного количества воды на Земле, действуют такие океанические течения как Гольфстрим, течение Западных Ветров и т. д. Достаточно знать, что одно изменение русла теплого океанского течения, вызвало засуху на большей части территории Африки несколько тысяч лет назад, следствия чего наблюдаются сегодня. Вследствие влияния так же явлений Эль-Ниньо — Ла-Нинья на гидрометеорологические и экологические условия океанов, морей и материков не только экваториальной зоны, происходит интенсивное испарение влаги, которая затем охлаждается и выпадает в виде дождя. Не будь всего этого — на Земле не было бы жизни.
Под действием солнечного тепла образуются облака, бушуют ураганы, дует ветер, существуют волны на море, а также происходят медленные, но необратимые процессы выветривания, эрозии горных пород. Все эти явления и делают нашу планету настолько разнообразной, неповторимой и красивой.
Все эти процессы на Земле происходят за счёт воздействия на Землю не всех видов солнечного излучения, а только некоторых его видов — это, в основном, видимое и инфракрасное излучение. Именно воздействие последнего вида излучения нагревает Землю и создаёт погоду на ней, определяет тепловой режим планеты.
Приливные силы, создаваемые гравитацией Солнца, (примерно в два раза более слабые, чем приливные силы Луны), вносят свой вклад в формирование приливов и отливов в морях и океанах Земли.

## Влияние солнечного ветра
Помимо этого в атмосферу Земли проникает поток ионизированных частиц (в основном гелиево-водородной плазмы), истекающий из солнечной короны со скоростью 300—1200 км/с в окружающее космическое пространство (солнечный ветер), видимых во многих районах близ полюсов планеты, как «северное сияние» (полярные сияния).
Множество природных явлений связано с солнечным ветром, в том числе магнитные бури, полярные сияния и различные формы кометных хвостов, всегда направленных от Солнца.
Солнечная активность вызывает возмущения в магнитосфере Земли, которые, в свою очередь, могут воздействовать на земные организмы. Раздел биофизики, изучающий подобные влияния, называется гелиобиологией.

## Влияние ультрафиолетового излучения
Ультрафиолетовое излучение Солнца разрушает молекулу кислорода, которая распадается на два составляющих её атома (атомарный кислород), и возникшие таким путём свободные атомы кислорода соединяются с другими молекулами кислорода, которые ещё не успели разрушиться солнечным ультрафиолетовым излучением, и в результате получается его аллотропная модификация, состоящая из трёх атомов кислорода — озон.
Озон жизненно важен для существования жизни на Земле. Образуется он за счёт солнечного излучения и магнитного поля Земли, вследствие их взаимодействия возникает электростатическое поле в высоких слоях атмосферы, ниже которого образуется озон и формируется озоновый слой, а электростатическое поле Земли выражается благодаря атмосферным электрическим разрядам — молниям. Благодаря этому процессу до поверхности Земли доходит лишь малая часть жёсткого ультрафиолетового излучения. Ультрафиолетовые лучи опасны для человека и животных, и поэтому образование озоновых дыр представляет серьёзную угрозу для человечества.
Однако в небольшом количестве ультрафиолет необходим человеку. Так, под действием ультрафиолета образуется жизненно необходимый витамин D. При его недостатке возникает серьёзное заболевание — рахит, которое может возникнуть по оплошности родителей, которые прячут своих детей вдали от солнечного света. Недостаток витамина D опасен и для взрослых, при недостатке данного витамина наблюдается размягчение костей не только у детей, но и у взрослых (остеомаляция). Из-за недостатка поступления ультрафиолетовых лучей может нарушиться нормальное поступление кальция, вследствие чего усиливается хрупкость мелких кровеносных сосудов, увеличивается проницаемость тканей. Недостаточность солнечного света проявляется также в бессоннице, быстрой утомляемости и др. Поэтому человеку периодически необходимо бывать на солнце.
Ультрафиолетовые лучи также в небольшом количестве (в большом количестве они могут вызвать рак кожи) усиливают работу кровеносных органов: повышается количество белых и красных кровяных телец (эритроцитов и тромбоцитов), гемоглобина, увеличивается щелочной резерв организма и повышается свёртывание крови. При этом дыхание клеток усиливается, процессы обмена веществ идут активнее.
Ультрафиолетовые лучи позитивно воздействуют на организм и посредством других природных факторов — они способствуют ускорению самоочищения атмосферы от загрязнения, вызванного антропогенными факторами, способствуют устранению в атмосфере частичек пыли и дыма, устраняя смог.